# Bukový vrch (Ralská pahorkatina)
Bukový vrch (408 m) je vrch v okrese Mělník Středočeského kraje v CHKO Kokořínsko. Leží asi 1 km zjz. od obec Dobřeň na příslušném katastrálním území.

## Geomorfologické zařazení
Vrch náleží do celku Ralská pahorkatina, podcelku Dokeská pahorkatina, okrsku Polomené hory, podokrsku Kokořínská vrchovina a Střezivojické části.

## Přístup
Nejbližší dojezd automobilem je k silnici Dobřeň – Vidim v Bukovém údolí jižně od vrchu. Tato sídla spojuje též zelená turistická značka, obcházející celý masiv ze severu. Po svazích vedou pěší cesty z několika směrů, až na vrchol vede ta od Dolní Vidimi.